# Кайзер (линеен кораб, 1911)
Кайзер (на немски: SMS Kaiser) е линеен кораб на Германския императорски военноморски флот от 1910-те години. Главен кораб на едноименният проект линейни кораби взели участие в Първата световна война.

## Конструкция
По своята конструкция дредноутите от типа „Кайзер“ представляват високоборден кораб с удължен бак, пет бронирани въртящи се куполни артилерийски установки на главния калибър (от тях три по ДП в краищата на кораба и две близо към бордовете ешелонирано в района на мидъла), две бронирани бойни рубки, непрекъснат долен броневи пояс от кърмовата напречна бронева преграда до форщевена, горен брониран пояс на бронирането на цитаделата от кърмовия барбет до носовия, брониран каземат и бронирана палуба, разположена над и под КВЛ. Средната артилерия е разположена палуба по-нагоре, отколкото при предшествениците. Носовия и кърмовия край се защитават допълнително с горна бронирана палуба.
Формата на корпуса основно повтаря формата на корпуса на типа „Хелголанд“, но се отличава с малко по-голяма дължина и по-широк мидъл. Подема на дъното в носовата част е по-плавен, а на форщевена няма характерния таранен шпирон, което вече свидетелства за пълния отказ от архаичната тактика на таранния удар в бой.
За разлика от непрекъснатата горна палуба при типа „Хелголанд“, е добавен полубак. Той свършва при средата на барбета на кърмовата линейно-терасовидна куполна установка, а комините са поставени на по-голямо разстояние един от друг.

### Енергетична установка
Главната енергетична установка на четирите дредноути от типа „Кайзер“ се състои от три еднакви независими комплекта турбини на „Кайзер“ – тип „Парсънс“, въртящи три трилопастни винта с диаметър 3,75 м.